# تيار أوياشيو
تيار أوياشيو Oyashio Current

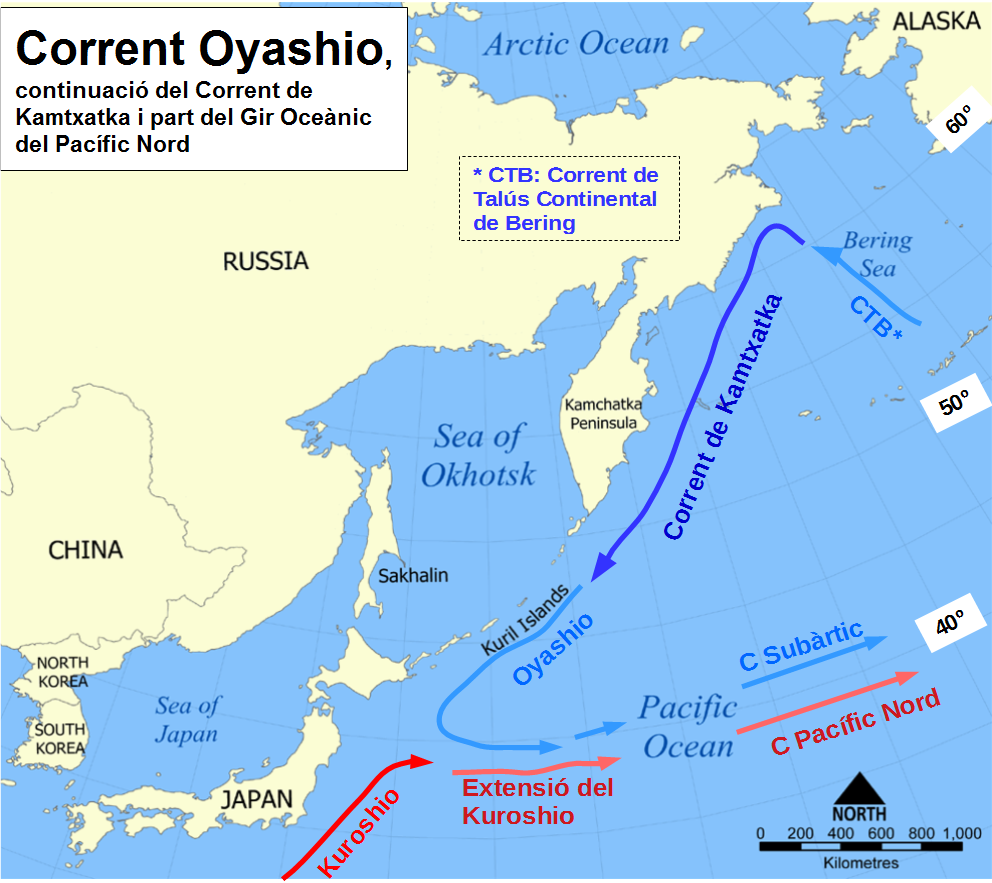

هو تيار مائي محيطي بارد يأتي من شمال مضيق بهرنغ -من المحيط المتجمد الشمالي- عابراً لهذا المضيق,  مسايراً بعد ذلك للساحل الشرقي لسبه جزيرة كمتشكا وجزر كوريل -حيث يعرف أيضاً بتيار كمتشكا- ليتقابل مع تيار كوروشيو الحار القادم من الجنوب, وذلك عند خط عرض 40 درجة شمالاً عند السواحل الجنوبية الشرقية لجزيرة هوكايدو اليابانية.
المصدر: المعجم الجغرافي المناخي